# 格布村
格布村，位於中國西藏自治區林芝市怒江支流之上的一个村莊，海拔2,330米，是梅裏雪山遊的一個必經的地點。村內有喇嘛寺，但由於地勢偏遠，人跡罕至。